# 김성민 (프로게이머)
김성민은 대한민국의 프로게이머이다.

## 경력
- 1985년 2월 7일, 프로토스 유저,
- 2003년 프로게이머

- 2004년 PLUS 팀 입단

- 2004년 iTV 신인왕전 64강 vs 이운재 (2:1 승)

- 2004년 iTV 신인왕전 vs 김성제 (2:0 패)
- 2004년 MBC게임 마이너리그 vs 한웅렬 (0:2 패)

- 2004년 WCG 온라인 예선 테스트 서버 리그 3위

- 2004년 WCG 오프라인 예선 vs 이재훈 (2:1 패)
- 2004년 I-Park 스타리그 본선진출
- 2004년 I-Park 32강 vs 이재항 (2:1 패)

- 2004년 온게임넷 스타리그 첼린지 vs 성학승 (2:0 패)

- 2004년 MBC게임 마이너리그 vs  최인규 (2:1 승)

- 2004년 MBC게임 마이너리그 vs 주진철 (2:1 패)

- 2005년 온게임넷 스타리그 첼린지 vs 한웅렬 (2:0 패)